# Aegomorphus morrisi
Aegomorphus morrisi es una especie de escarabajo longicornio del género Aegomorphus,  subfamilia Lamiinae. Fue descrita científicamente por Uhler en 1855.
Se distribuye por Canadá y los Estados Unidos. Mide 20-26 milímetros de longitud.